# بورانات

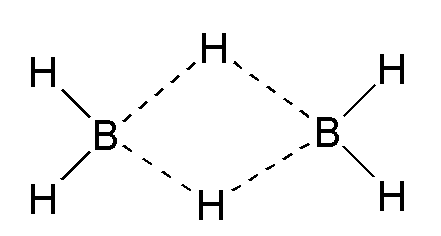
ثنائي البوران

البورانات في الكيمياء هي مجموعة من المركبات الكيميائية تتألف من عنصري البورون والهيدروجين، والتي لها الصيغة العامة BxHy. لا توجد هذه المركبات في الطبيعة، إذ أنها حساسة جداً تجاه أكسجين الهواء، ويتفاعل بعضها معه بعنف. سمّيت هذه المركبات بهذا الاسم نسبة إلى المركب الابتدائي لها وهو مركب البوران BH3، والذي لا يوجد عادة على شكله الحر المنفرد، إنما على شكل ثنائي وحدات (ديمر)، والذي يسمّى ثنائي البوران B2H6.
إن البورانات العليا، هي التي تكون مكونة من عدد كبير من ذرات البورون، وتكون على شكل عناقيد، والتي لها بنى متعددة السطوح. إن أشهر مركبات البورانات هي ثنائي البوران، بالإضافة إلى اثنين من نواتج التحلل الحراري وهي خماسي البوران B5H9 وعشاري البوران B10H14.

## التاريخ
كان الكيميائي الألماني ألفرد شتوك أول من تمكن من الكشف عن سلسلة من مركبات البورون مع الهيدروجين، كما طورت مجموعة البحث الخاصة به التقنيات الكيميائية المستخدمة من أجل هذا الغرض. بعد ذلك اهتم ويليام ليبسكوم بمركبات البورانات والكربورانات، وحاز نتيجة لذلك على جائزة نوبل في الكيمياء سنة 1976. وفي نفس الوقت، اهتم هيربرت براون باستخدام البورانات في الاصطناع العضوي، وحاز بذلك أيضاً على جائزة نوبل في الكيمياء سنة 1979.

## التسمية
عادة ما تسمى البورانات بإضافة سابقة إلى اسم البورانات تدل على عدد ذرات البورون B فيها، مع إضافة رقم يوضع بين قوسين للإشارة إلى عدد ذرات الهيدروجين H في المركب.
مثال: 
- B5H9 خماسي البوران(9)
- B6H12 سداسي البوران(12)

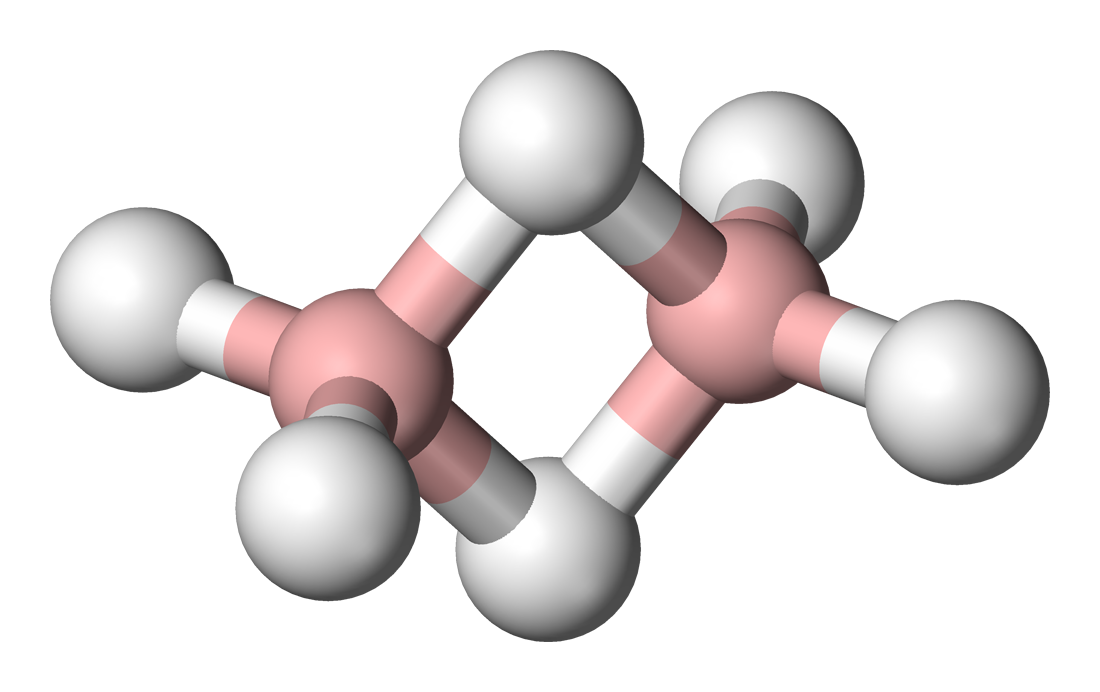
ثنائي البوران B2H6
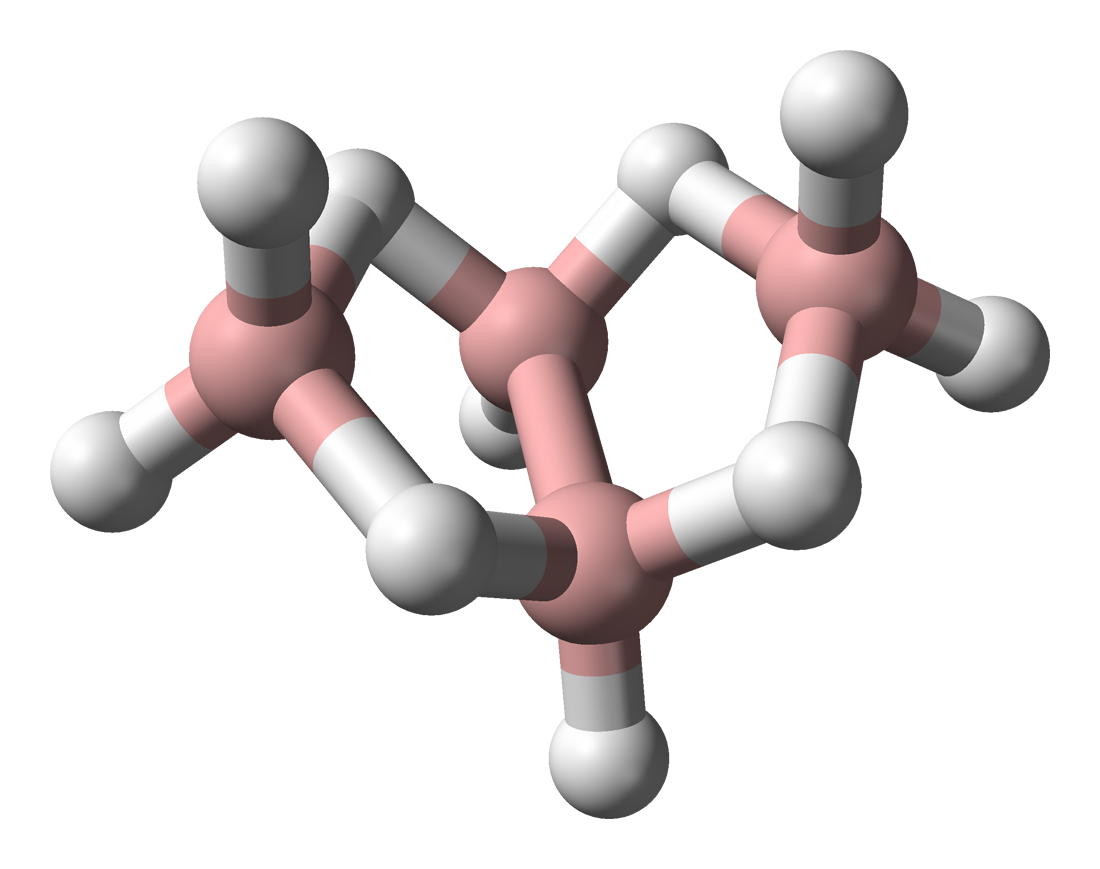
رباعي البوران-[10] B4H10
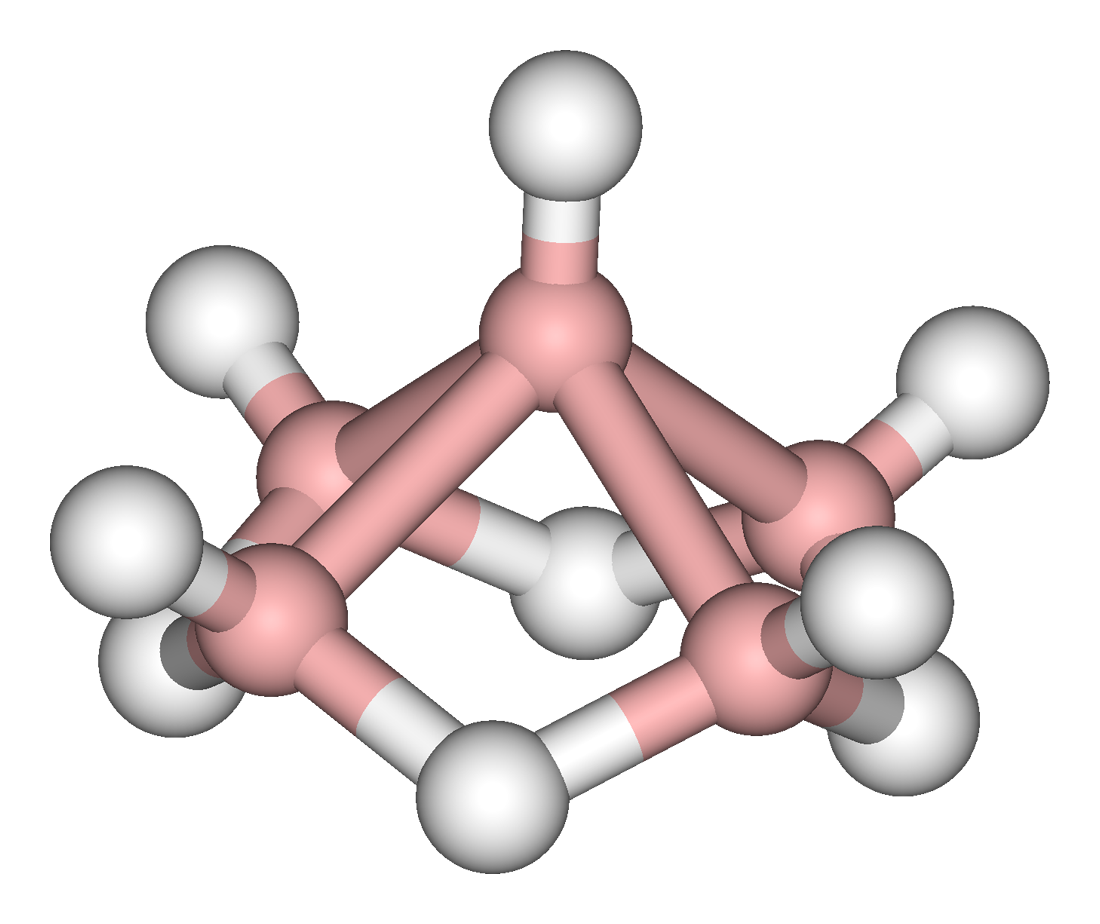
خماسي البوران-[9] B5H9
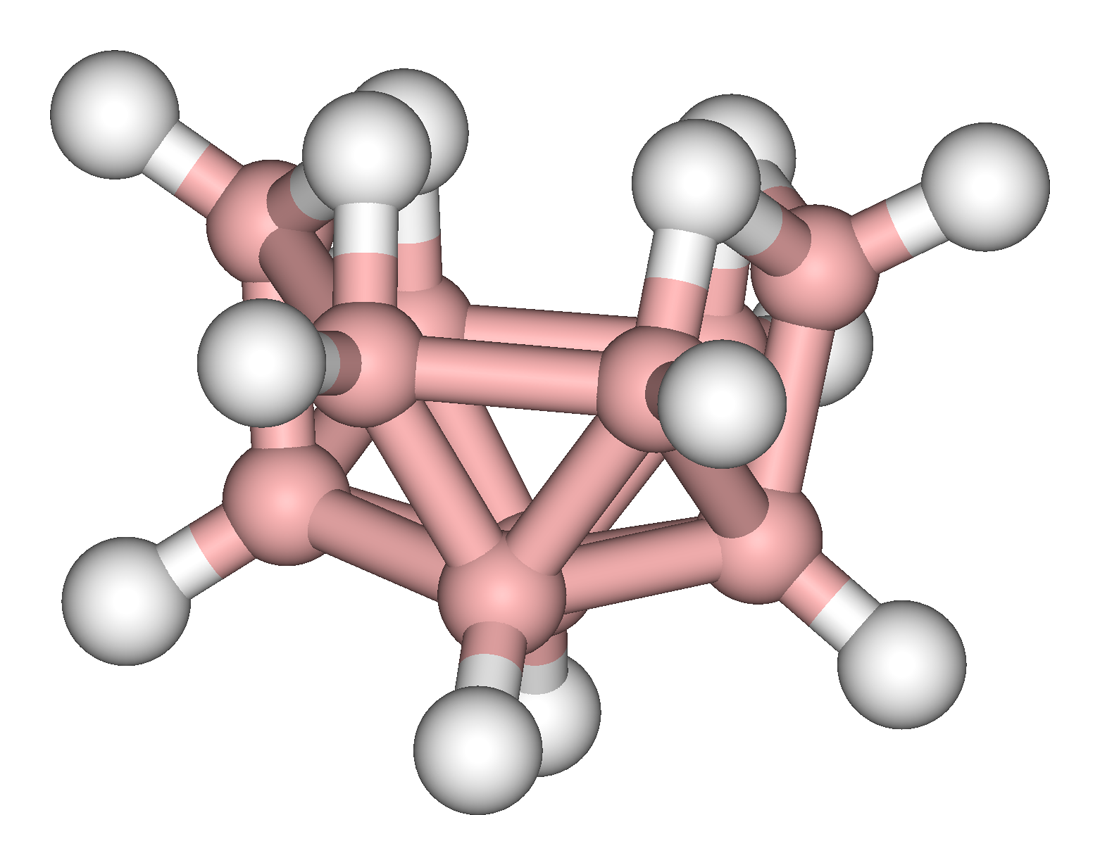
عشاري البوران-[14] B10H14
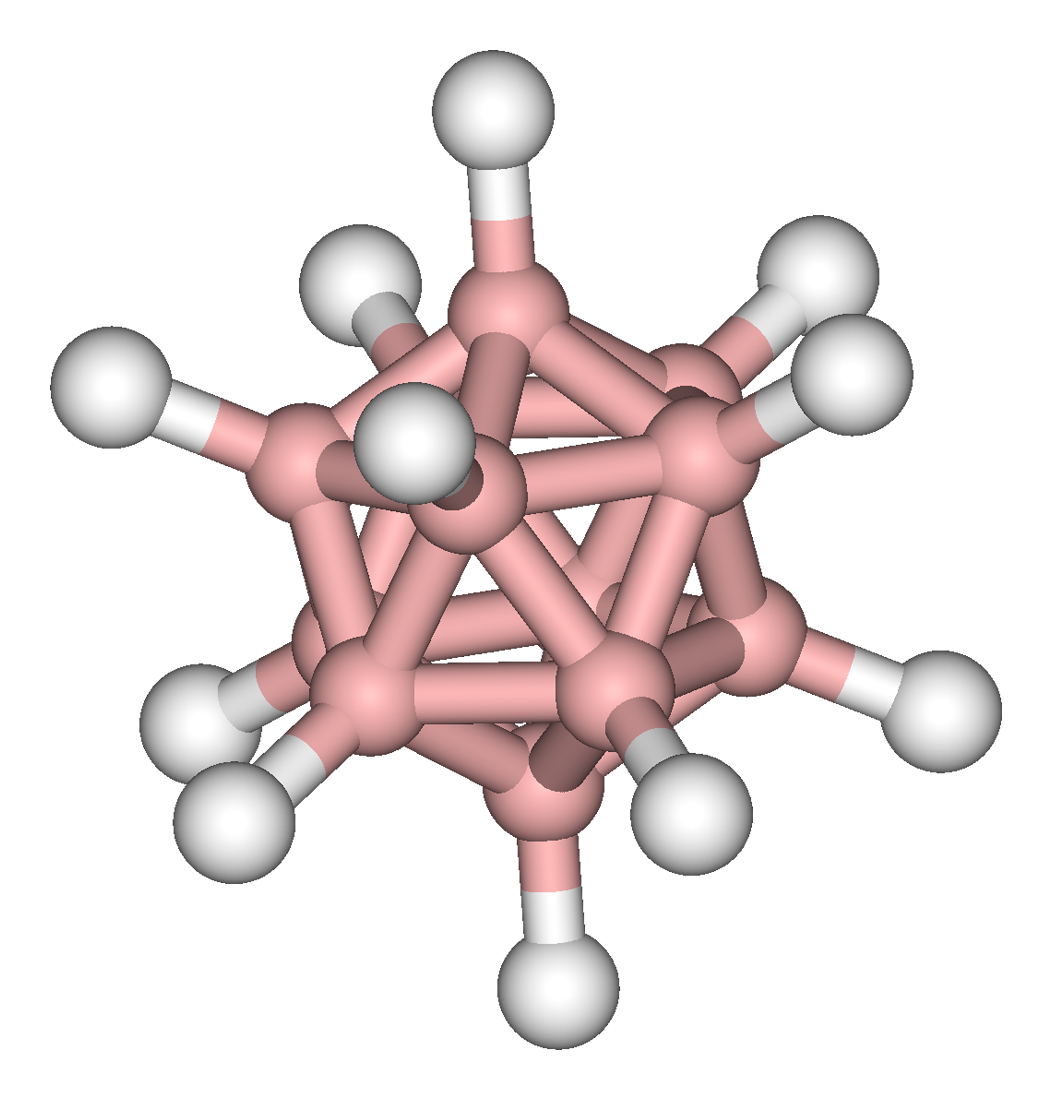
أنيون اثنا عشري البورانات 2-B12H12

## التحضير في المختبر
يمكن تحضير المركب الأساسي للبورانات وهو البوران وذلك على شكل معقد تناسقي مع رباعي هيدرو الفوران THF، وذلك من تفاعل بورهيدريد الصوديوم مع اليود العنصري في الموقع:
{\displaystyle \mathrm {2\ NaBH_{4}\ +\ I_{2}\ {\xrightarrow[{}]{[THF]}}2\ NaI\ +\ H_{2}\ +\ 2\ BH_{3}-THF} }
يحضر ثنائي البوران من تفاعل ثلاثي فلوريد البورون مع هيدريد الصوديوم أو هيدريد الليثيوم:
{\displaystyle \mathrm {2\ BF_{3}\ +\ 6\ NaH\ \longrightarrow \ \ B_{2}H_{6}\ +\ 6\ NaF} }
تحضر البورانات العليا من التحلل الحراري لثنائي البوران. في حين يمكن تحضير أنيون 2−B12H12 من تفاعل أكسيد البورون مع فلز الصوديوم وبوجود جو من الهيدروجين عند درجات حرارة تتراوح بين 600-850 °س وذلك في موصدة:
{\displaystyle \mathrm {6\ B_{2}O_{3}\ +\ 2\ Na\ +24\ H_{2}\ \longrightarrow \ Na_{2}B_{12}H_{12}\ +\ 18\ H_{2}O} }

## الخصائص
يمكن للبورانات أن تكون معتدلة كهربائياً أو يمكن أن تحمل شحنة كهربائية. تسمّى الأنيونات الناتجة عن البورانات باسم أنيون بورانات، وأبسطها الأنيون -BH4، والذي يسمّى بورهيدريد، ومن مركباته بورهيدريد الليثيوم (أو بورانات الليثيوم)، وبورهيدريد الصوديوم (أو بورانات الصوديوم).

## الاستخدامات
تستحدم البورانات بكثرة في مجال الاصطناع العضوي، كما جرى البحث حول استخدامها كأحد مصادر الطاقة.